# Рангпур
Рангпур (на бенгалски: রংপুর বিভাগ)) е една от 7-те области на Бангладеш. Населението ѝ е 17 602 000 жители (по изчисления от март 2016 г.), а площта 16 320,26 кв. км. Намира се в часова зона UTC+6 в най-северната част на страната. Административен център е град Рангпур.